# Monechma cleomoides
Monechma cleomoides là một loài thực vật có hoa trong họ Ô rô. Loài này được (S.Moore) C.B.Clarke mô tả khoa học đầu tiên năm 1900.